# جيرار شابديلين
جيرار شابديلين هو محامي وسياسي كندي، ولد في 31 يوليو 1935 في كوتيكوك في كندا، وتوفي في 7 أغسطس 1994 في شيربروك في كندا. نشط حزبياً في Social Credit Party of Canada ‏ ومستقل. وقد انتخب عضو مجلس العموم الكندي.